# Tsuga chinensis
Tsuga chinensis (Тсуґа китайська або цуґа тайванська) — вид хвойних рослин родини соснових.

## Поширення, екологія
Країни проживання: Китай (Аньхой, Чунцин, Фуцзянь, Ганьсу, Гуандун, Гуансі, Гуйчжоу, Хенань, Хубей, Хунань, Цзянсі, Шеньсі, Сичуань, Тибет, Юньнань, Чжецзян); Тайвань; В'єтнам. Зустрічається на висотах від (600)1200–3200 м над рівнем моря. Ґрунти червоні і жовті, або гірські підзоли на великих висотах. Клімат прохолодний, помірний, вологий (річна кількість опадів від 1000 мм до 2000 мм) або дуже вологий (Тайвань). Цей вид поширений і зустрічається в змішаних мезофільних лісових формаціях разом з численними широколистими деревами і кількома хвойними; на Південно-Західному плато і в гірських хвойних лісах росте з Abies, Picea та ін. У В'єтнамі вид обмежений кількома карстовими районами.

## Морфологія
Дерево до 50 метрів у висоту зі стовбурами до 1,6 метра в діаметрі на висоті грудей. Кора темно-сіра, рвана вздовж і луската, крона пірамідальна. Гілки стрункі й волохаті. Голки оливково-зелені, розташовані у два ряди, довжина від 12 до 27 мм і ширина 2–3 мм знизу є сіро-зелені смужки. Насіннєві шишки від 1,5 до 4,0 см у довжину з діаметром від 1,2 до 2,5 см. Вони яскраво-зелені молодими, при дозріванні від блідого сіро-жовтого до світло-коричневого кольору. Вони яйцювато-округлі, від циліндричних до довгасто-оберненояйцюватих. Насіння 7–9 мм довжиною зі скошено-яйцеподібними крилами. Пилок випускається у квітні, шишки дозрівають у жовтні.

## Використання
Є цінним деревом деревини в Китаї. Деревина тверда і міцна і використовується для будівництва, черепиці для дахів, столярних виробів. Цей вид був введений Ернестом Вілсоном у розплідники в Англії в 1900 році, але залишився рідкістю. Сортів не зафіксовано. У лісонасадженнях, вид дедалі частіше висаджують у східній частині США як заміну T. canadensis і T. caroliniana, оскільки він стійкий до комах-шкідників, що негативно позначається на місцевих видах.

## Загрози та охорона
Експлуатація на деревину була загрозою в недавньому минулому. Цей вид присутній у кількох охоронних територіях у різних частинах ареалу.